# Пангаи
Пангаи (тонг. Pangai) — город, административный центр островов Хаапай (Тонга). Расположен на острове Лифука. Население Пангаи вместе с двумя пригородами (Холопека и Коуло) составляет около 3 000 чел. Немного севернее Пангаи расположен главный аэропорт островов Хаапай — Salote Piolevu Airport.